# Récif Dallas
Le récif Dallas (en anglais Dallas Reef, en malais  Terumbu Laya, en vietnamien đá Suối Cát, en tagalog Bahura ng Rajah Matanda, en mandarin Guāngxīng Jiāo (en sinogramme traditionnel 光星礁)), est un atoll des îles Spratleys en mer de Chine méridionale situé à l'extrémité sud-ouest de Dangerous Ground. 

## Géographie
Le récif Dallas mesure environ 7 km de long et 2 km de large et renferme un lagon d'environ 15 mètres de profondeur. Il se trouve à 9 km à l'ouest du récif Ardasier et à 26 km au nord du récif Swallow.

## Revendication de souveraineté
Comme pour toutes les îles Spratleys, la propriété de l'atoll est contestée. Le récif Dallas est contrôlé par la Malaisie et revendiqué par la république populaire de Chine, la république de Chine (Taïwan) et le Viêt Nam. Le nom philippin (tagalog) doit son nom au dirigeant philippin précolonial du royaume de Maynila, Rajah Matanda (en).